# Allocosa oculata
Allocosa oculata là một loài nhện trong họ wolfspinnen (Lycosidae).
Loài này thuộc chi Allocosa. Allocosa oculata được Eugène Simon miêu tả năm 1876.